# Witold Cęckiewicz
Witold Cęckiewicz (geboren 24. April 1924 in Nowe Brzesko; gestorben 18. Februar 2023 in Krakau) war ein polnischer Architekt und Bildhauer der Volksrepublik Polen. 

## Leben und Werk

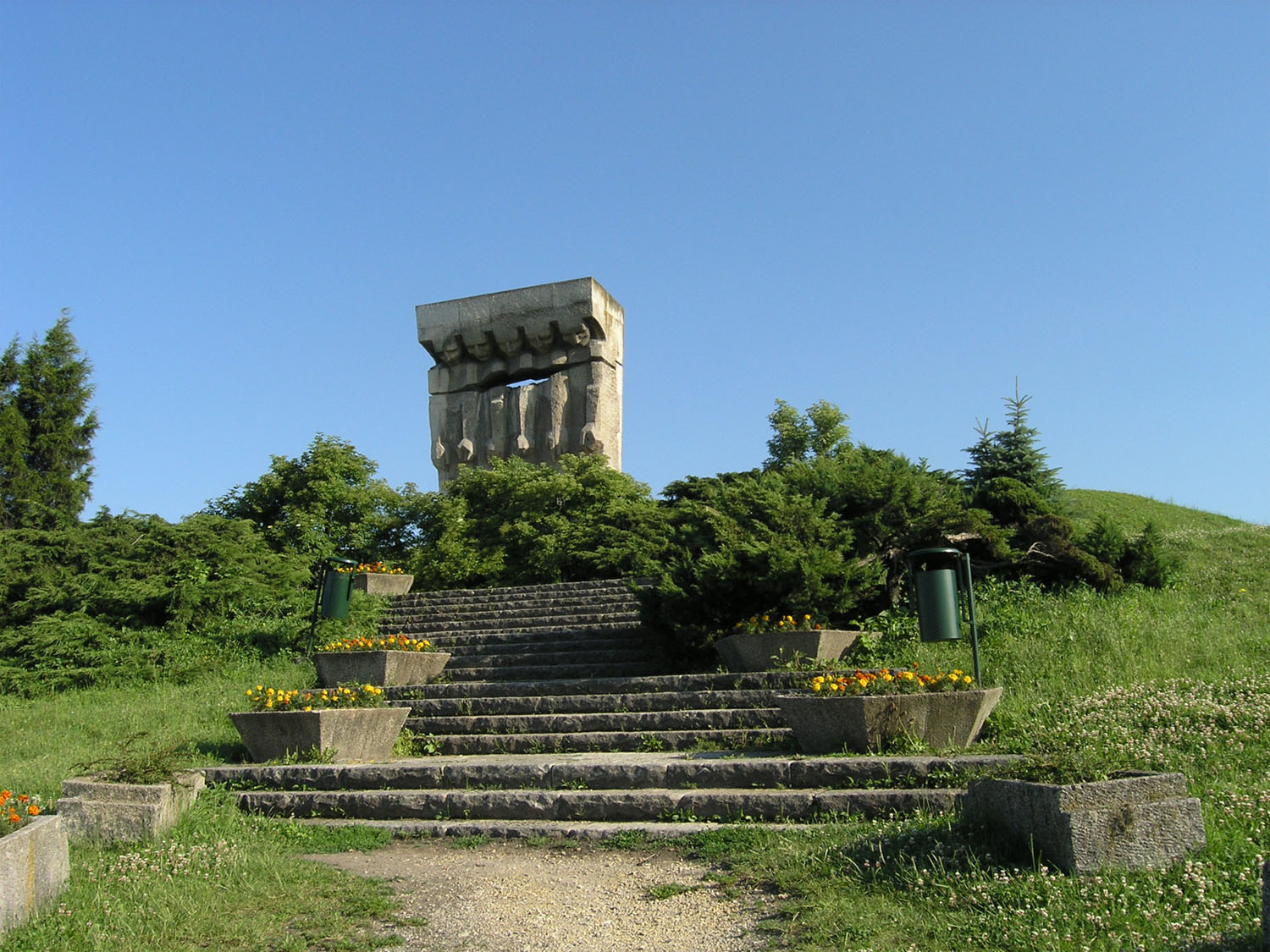
Denkmal für die Opfer des Faschismus in Krakau

Cęckiewicz studierte und lehrte an der Technischen Universität Krakau. Er schuf zahlreiche Bauwerke in Krakau, aber auch unter anderem in Indien. Er entwarf das Krakauer Denkmal der Opfer des Faschismus in Krakau.
Cęckiewicz studierte und lehrte an der Technischen Universität Krakau. Er schuf zahlreiche Bauwerke in Krakau und unter anderem das Haus der polnischen Botschaft in Indien. Er entwarf das Krakauer Denkmal der Opfer des Faschismus in Krakau.
Er ist auf dem Salvator-Friedhof beigesetzt.